# Дихлорацетилен
Дихлорацетилен (дихлорэтин) C2Cl2 — органическое соединение хлора и углерода.

## Получение
Образуется при действии оснований на трихлорэтилен (это было причиной отравлений при использовании трихлорэтилена для наркоза).

## Физические свойства
Бесцветная летучая жидкость. 

## Химические свойства
Взрывается и воспламеняется при контакте с воздухом и температуре ниже +800°C:
{\displaystyle {\mathsf {2C_{2}Cl_{2}+3O_{2}\ \xrightarrow {<+800^{o}C} \ 2CO_{2}\uparrow +2COCl_{2}\uparrow }}}
и выше +800°C из-за разложения фосгена и выделения горючего монооксида углерода:
{\displaystyle {\mathsf {2C_{2}Cl_{2}+4O_{2}\ \xrightarrow {>+800^{o}C} \ 4CO_{2}\uparrow +2Cl_{2}\uparrow }}}

## Токсичность
Высокотоксичен. Является промежуточным веществом при образовании диоксинов.